# Landgericht Schweidnitz
Das Landgericht Schweidnitz war ein preußisches Gericht der ordentlichen Gerichtsbarkeit im Bezirk des Oberlandesgerichtes Breslau mit Sitz in Schweidnitz.

## Vorgeschichte
Im Jahre 1849 wurden in Preußen Appellationsgerichte gebildet, denen Kreisgerichte nachgeordnet waren, die für jeweils einen Landkreis als erstinstanzliche Gerichte dienten. In Schweidnitz entstand damit das Appellationsgericht Breslau mit 16 zugeordneten Kreisgerichten, darunter das Kreisgericht Schweidnitz sowie das Schwurgericht Schweidnitz.

## Geschichte
Das königlich-preußische Landgericht Schweidnitz wurde mit Wirkung zum 1. Oktober 1879 als eines von 14 Landgerichten im Bezirk des Oberlandesgerichtes Breslau gebildet. Der Sitz des Gerichtes war Schweidnitz. Das Landgericht war danach für den Landkreis Reichenbach, Schweidnitz, Striegau, Waldenburg und den größten Teil des Landkreises Nimptsch zuständig. Ihm waren folgende Amtsgerichte zugeordnet:
| Amtsgericht                              | Sitz                        | Bezirk |
| ---------------------------------------- | --------------------------- | --- |
| Amtsgericht Friedland in Niederschlesien | Friedland b. Waldenburg     | aus dem Kreis Waldenburg der Stadtbezirk Friedland und die Amtsbezirke Alt-Friedland, Görbersdorf und die Gemeindebezirke Reimswaldau und Lang-Waltersdorf aus dem Amtsbezirk Lang-Waltersdorf |
| Amtsgericht Freiburg in Schlesien        | Freiburg in Schlesien       | aus dem Kreis Schweidnitz den Stadtbezirk Freiburg und die Amtsbezirke Kunzendorf, Zirlau und den Gemeindebezirk Königszelt aus dem Amtsbezirk Königszelt. Aus dem Kreis Waldenburg die Amtsbezirke Fürstenstein, Polsnitz, Sorgau und den Gemeinde- und Gutsbezirk Fröhlichsdorf aus dem Amtsbezirk Adelsbach                  |
| Amtsgericht Gottesberg                   | Gottesberg                  | aus dem Kreis Waldenburg der Stadtbezirk Gottesberg und die Amtsbezirke Alt-Lässig und Wildberg |
| Amtsgericht Niederwüstegiersdorf         | Niederwüstegiersdorf        | aus dem Kreis Waldenburg die Amtsbezirke Donnerau, Hohe Eule, Hornschloß, Niederwüstegiersdorf, Oberwüstegiersdorf, Ober-Rudolphswaldau, Tannhausen, Wolfsberg, Wüstewaltersdorf und Teile der Amtsbezirke Charlottenbrunn und Hausdorf                                                                                         |
| Amtsgericht Nimptsch                     | Nimptsch                    | der Kreis Nimptsch, ohne den Teil, der den Amtsgerichten Strehlen (Landgericht Brieg) und Zobten zugeordnet war |
| Amtsgericht Reichenbach (Eulengebirge)   | Reichenbach im Eulengebirge | Kreis Reichenbach |
| Amtsgericht Schweidnitz                  | Schweidnitz                 | der Kreis Schweidnitz ohne den Teil, der den Amtsgerichten Freiburg in Schlesien und Zobten zugeordnet war |
| Amtsgericht Striegau                     | Striegau                    | Kreis Striegau |
| Amtsgericht Waldenburg                   | Waldenburg                  | der Kreis Waldenburg, ohne den Teil, der den Amtsgerichten Friedland in Niederschlesien, Freiburg in Schlesien, Gottesberg und Niederwüstegiersdorf zugeordnet war |
| Amtsgericht Zobten                       | Zobten                      | aus dem Kreis Schweidnitz den Stadtbezirk Zobten und die Amtsbezirke Berghof, Floriansdorf, Gorkau, Groß Mohnau, Qualkau, Queitsch, Rogau, Rosenthal, Striegelmühle, Wernersdorf und Zobtenberg. Aus dem Kreis Nimptsch die Amtsbezirke Carlsdorf, Dankwitz, Jordansmühl, Rankau, Schwentnig, Stein, Groß-Tinz und Wilschkowitz |

Der Landgerichtsbezirk hatte 1888 zusammen 321.893 Einwohner. Am Gericht waren ein Präsident, zwei Direktoren und acht Richter tätig. Am Amtsgericht Waldenburg bestand eine Strafkammer für die Amtsgerichtsbezirke Waldenburg, Friedland, Gottesberg und Niederwüstegiersdorf. Im Jahre 1945 wurden der Landgerichtsbezirk unter polnische Verwaltung gestellt und die deutschen Einwohner vertrieben. Damit endete auch die Geschichte des Landgerichtes Schweidnitz.